# Острожский 167-й пехотный полк
167-й пехотный Острожский полк — пехотная воинская часть Русской императорской армии.

## Формирование полка
Полк сформирован 19 мая 1877 г. из Киевского местного батальона и запасно-отпускных, в составе четырёх батальонов, под названием Киевского местного полка (с этой даты и считается старшинство полка). 31 августа 1878 г. 1-й батальон полка был переименован в 41-й резервный пехотный кадровый батальон, которому 26 марта 1880 г. было пожаловано простое знамя.
25 марта 1891 г. 41-й резервный батальон назван 168-м пехотным резервным Острожским полком и переформирован 1 апреля 1891 г. в два батальона. 1 января 1898 г. были сформированы ещё два батальона, и полк назван 167-м пехотным Острожским полком.
Вплоть до Первой мировой войны Острожский полк в кампаниях участия не принимал.
Полковой праздник — 9 мая.

## Командиры полка
- 01.12.1892 — ? — полковник Дроздовский, Гордей Иванович
- 30.12.1899 — 03.02.1903 гг. — полковник Парчевский, Павел Антонович
- 01.07.1903 — полковник Гершельман
- 17.07.1907 — 08.10.1913 гг. — полковник (с 13.04.1913 г. генерал-майор) Кадомский, Дмитрий Петрович
- 15.10.1913 — после 01.04.1914 — полковник Беляков, Александр Васильевич
- в 01.1917 — генерал-майор Перцев, Иван Иванович

## Известные люди, служившие в полку
- Николай Власик